# جريدة البعث القومي

العدد الأول من جريدة البعث القومي 1946م

جريدة البعث القومي صحيفة يومية صدرت في بغداد سنة 1946م، وكانت ناطقة باسم حزب البعث القومي، الذي أسسه رئيسها سامي شوكت، وهو غير حزب البعث العربي الاشتراكي الذي أسسه ميشيل عفلق.